# Teruel (Raketenwerfer)
Der Teruel ist ein Mehrfachraketenwerfer aus Spanien. Er verschießt Raketen mit Kaliber 140,5 mm.

## Entwicklung
Der Teruel entstand auf Grund einer Bedarfsforderung der Spanischen Streitkräfte. Diese beabsichtigten die Mehrfachraketenwerfer E-3 (216 mm), D-3 (300 mm) und G-3 (381 mm) durch ein modernes System zu ersetzen. Die Entwicklung des Teruel begann Mitte der 1970er-Jahre beim Council for Rocket Research and Development des Ministerio de Defensa de España. Mitte der 1980er-Jahre war die Entwicklung abgeschlossen und der Mehrfachraketenwerfer ging bei Santa Bárbara Sistemas in Produktion. Der Teruel wurde 1987 bei den Spanischen Streitkräften in Dienst gestellt.

## Varianten
- Teruel 1: Nullserie
- Teruel 2: 1. Serienversion mit gepanzertem Führerhaus
- Teruel 3: 2. Serienversion auf einem Pegaso-3055-Lkw

## Technik

### Fahrzeug
Der Teruel-Werferfahrzeug basiert auf einem Pegaso 3055-Lkw mit der Radformel 6×6. Das Fahrzeug hat eine Besatzung von fünf Mann die in einem gepanzerten Führerhaus untergebracht sind. Auf dem Dach vom Führerhaus ist ein 7,62-mm-MG3 angebracht. Auf der Pritsche im hinteren Bereich ist ein horizontal und vertikal schwenkbaren Werferrahmen installiert. Auf diesem sind zwei Container mit jeweils 20 Raketen mit Kaliber 140,5 mm aufgesetzt (40 Raketen pro Fahrzeug). Der Seitenrichtbereich beträgt in der Fahrtrichtung ±120° und der Höhenrichtbereich liegt bei 0° bis +55°.
Der Teruel wird von dem 6-Zylinder-M9220/10-Turbodiesel von Pegaso angetrieben. Dieser hat bei einer Drehzahl von 2000/min eine Leistung von 147 kW (200 PS). Der Kraftstofftank fasst 350 Liter. Das manuell geschaltete Fahrzeuggetriebe hat sechs Vorwärts- und ein Rückwärtsgang. Teruel erreicht auf der Straße eine maximale Fahrgeschwindigkeit von 80 km/h und hat eine Reichweite von rund 550 km. Das Artilleriesystem ist geländegängig und kann Steigungen von 51 % überwinden. Die maximal zulässige Querneigung liegt bei 30 %. Das Fahrzeug kann Gewässer bis zu 1,1 m Tiefe und vertikale Hindernisse mit einer Höhe von 60 cm überwinden. Die Bodenfreiheit beträgt 34 cm.

### Raketen

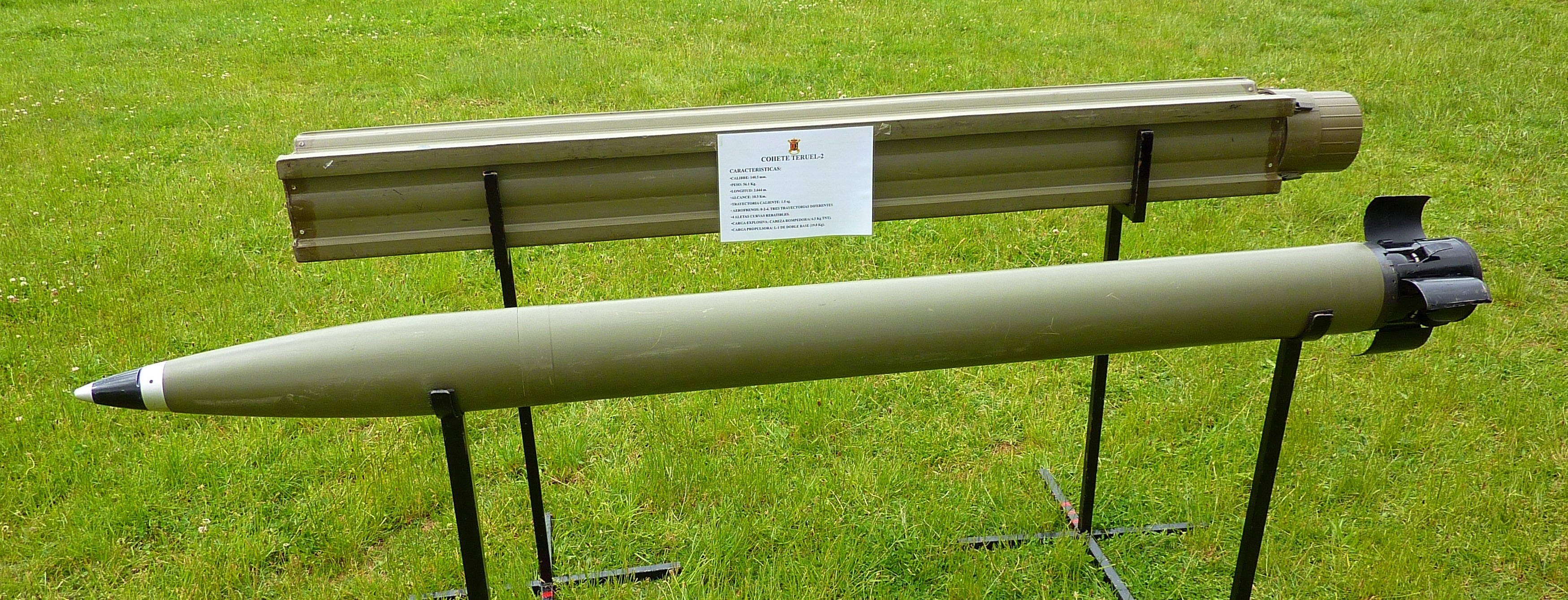
Kurze Rakete für den Teruel

Für den Teruel wurde ein kurzer und ein langer Raketentyp entwickelt. Beide Raketentypen haben ein Kaliber von 140,5 mm. Die Raketen besteht aus dem Raketentriebwerk und dem Gefechtskopf. Der Gefechtskopf befindet sich im vorderen Teil der Rakete, dahinter befindet sich das Feststoffraketentriebwerk mit zweibasigem Raketentreibstoff. Am Heck der Rakete sind vier Wickelleitwerke angebracht. Die kurze Rakete ist 2,04 m lang und wiegt 55 kg. Der Raketenmotor hat eine Brenndauer von 1,6 Sekunden und die maximale Schussdistanz beträgt 18 km. Die lange Rakete ist 3,23 m lang und wiegt 76 kg. Der Raketenmotor hat eine Brenndauer von 2,7 Sekunden und die maximale Schussdistanz beträgt 28 km. Die Raketen werden elektrisch gezündet und die minimale Schussdistanz beträgt bei beiden Raketentypen 6 km. Als Zünder kommen Aufschlagzünder, Zeitzünder oder Näherungszünder zur Anwendung. Für die Raketen stehen die folgenden Gefechtsköpfe zur Verfügung:
- HE: Splittergefechtskopf der 22 kg wiegt und 6,6 kg Composition B enthält.
- GCP: mit 42 Splitter-Bomblets. Jedes Bomblet enthält 950 Stahlkugeln mit 3,2 mm Durchmesser.
- GCH: mit 28 Bomblets mit Hohlladung und Splittermantel. Die Hohlladung kann 110 mm Panzerstahl durchschlagen.
- GF: mit 14 Rauch/-Brandkörper.
- MCC: mit 6 Panzerabwehrminen mit Druckzünder und Aufhebeschutz.

## Einsatz
Eine Batterie besteht aus vier Teruel-Werferfahrzeugen, zwei Nachladefahrzeugen mit je vier Raketencontainern, einem Gefechtsstand mit Feuerleitsystem, einem Aufklärungsfahrzeug sowie einem meteorologischen Beobachtungsfahrzeug. Der Mehrfachraketenwerfer kann aus der Fahrt innerhalb von zwei Minuten den Feuerkampf aufnehmen. Ebenso kann er nach Beendigung des Feuerauftrages innerhalb von zwei Minuten die Stellung wieder verlassen. Um das Werferfahrzeug feuerbereit zu machen, wird es auf vier Stabilisierungsstützen gestellt. In der Regel wird eine Salve mit 40 Raketen innerhalb von 30 bis 45 Sekunden abgefeuert. Eine Batterie mit vier Teruel-Werferfahrzeugen bestreicht mit einer Raketensalve eine Fläche von 450 × 450 m (rund 200.000 m²), eine Abteilung mit 12 Werferfahrzeugen eine Fläche von 750 × 750 m (rund 560.000 m²). Nach dem Abfeuern der Raketen werden die leeren Raketencontainer ausgewechselt. Dies dauert rund 5 Minuten.

## Verbreitung
- Gabun – 8
- Spanien – 14 (im Jahr 2011 außer Dienst gestellt)

Daten aus